# Свобода (Свердловская область)
Свобода — деревня в Каменском районе Свердловской области России. Входит в Каменский муниципальный округ.
Ранее входила в состав Позарихинского сельсовета Каменского района.

## География
Деревня Свобода расположена в 16 километрах (по дороге в 24 километрах) к северу от города Каменска-Уральского, на северо-восточном краю Островного болота. Восточнее деревни проходит ветка Богданович — Каменск-Уральский Свердловской железной дороги. Рядом с деревней находится остановочный пункт Свобода (ранее 279 км).

## История
Поселение основано 17 июля 1919 года. В этот день 40 семей крестьян-коммунистов из деревень Черноусовой, Черемхово, Позарихи и Беловодья основали, на новом месте, коммуну «Свобода». В степи поселенцы построили себе дома и хозяйственные сооружения. Поселение в разные годы имело разный статус (деревня, коммуна, посёлок, выселок) и другие названия (посёлок Степы Лямина, выселок Высокая Гряда).
В 1928 году сельскохозяйственная коммуна Свобода входила в Новозаводской сельсовет Каменского района Шадринского округа Уральской области. В 1930 году построена школа. В 1932 году в поселении образован колхоз (с 30 сентября 1936 года по 1953 год существовал колхоз имени Степы Лямина), в 1957 году ставший отделением совхоза «Каменский» 9 сентября 1955 года выселок Свобода перечислен из Беловодского сельсовета в состав Травянского сельсовета., а 24 июля 1959 года, уже как выселок Высокая Гряда (Свобода), перечислен обратно в Беловодский сельсовет.

## Население
| 1926 | 2002 | 2010 | 2021 |
| ---- | ---- | ---- | ---- |
| 37   | ↘18  | ↗24  | ↗33  |

Структура
- По данным переписи населения 1926 года, в сельскохозяйственной коммуне Свобода было 8 дворов с населением 37 человек (мужчин — 17, женщин — 20), все русские[4].
- По данным переписи населения 2002 года, русские составляли 94 % от общего числа жителей деревни[11].
- По данным переписи населения 2010 года, в деревне проживали 24 человека — 11 мужчин и 13 женщин[12].